# 베트남 여성 박물관
베트남 여성 박물관 (베트남어:Bảo tàng Phụ nữ Việt Nam / 寶藏婦女越南,영어:Vietnamese Women’s Museum)은 베트남 하노이시 리트엉끼엣 에위치해있다. 호안끼엠호에서 도보로 갈 수 있다.박물관의 자료 전시로 베트남 여성의 생활, 예술, 문화를 배울 수 있다.
2016년 3월부터 음성 가이드서비스를(베트남어,  영어,  프랑스어) 시행하였다.
개관일:월요일-일요일(오전8 시부터 오후 5 시까지)

## 연혁 과 사명

### 연혁
베트남 여성 박물관은 베트남 여성 연합에 의해 1987년에 설립되었다. 그리고 1995년에 개관했다.
그후 박물관은 베트남 정부, 베트남 여성 연합 그리고(영)포드재단의 지원을 받아 박물관 리모델링을 하게 되었다. 2006년에 시작해 2010년 전시관을 새롭게 단장하였다.

### 사명
베트남 여성 박물관은 수집, 보존, 연구, 전시를 통해 베트남 여성과 베트남 여성 연합의 유・무형의 역사적, 문화적 유산과 여성 문제를 소개하고 있으며. 또한gender박물관으로 남녀평등을 위해 기여하고 있다.

## 박물관

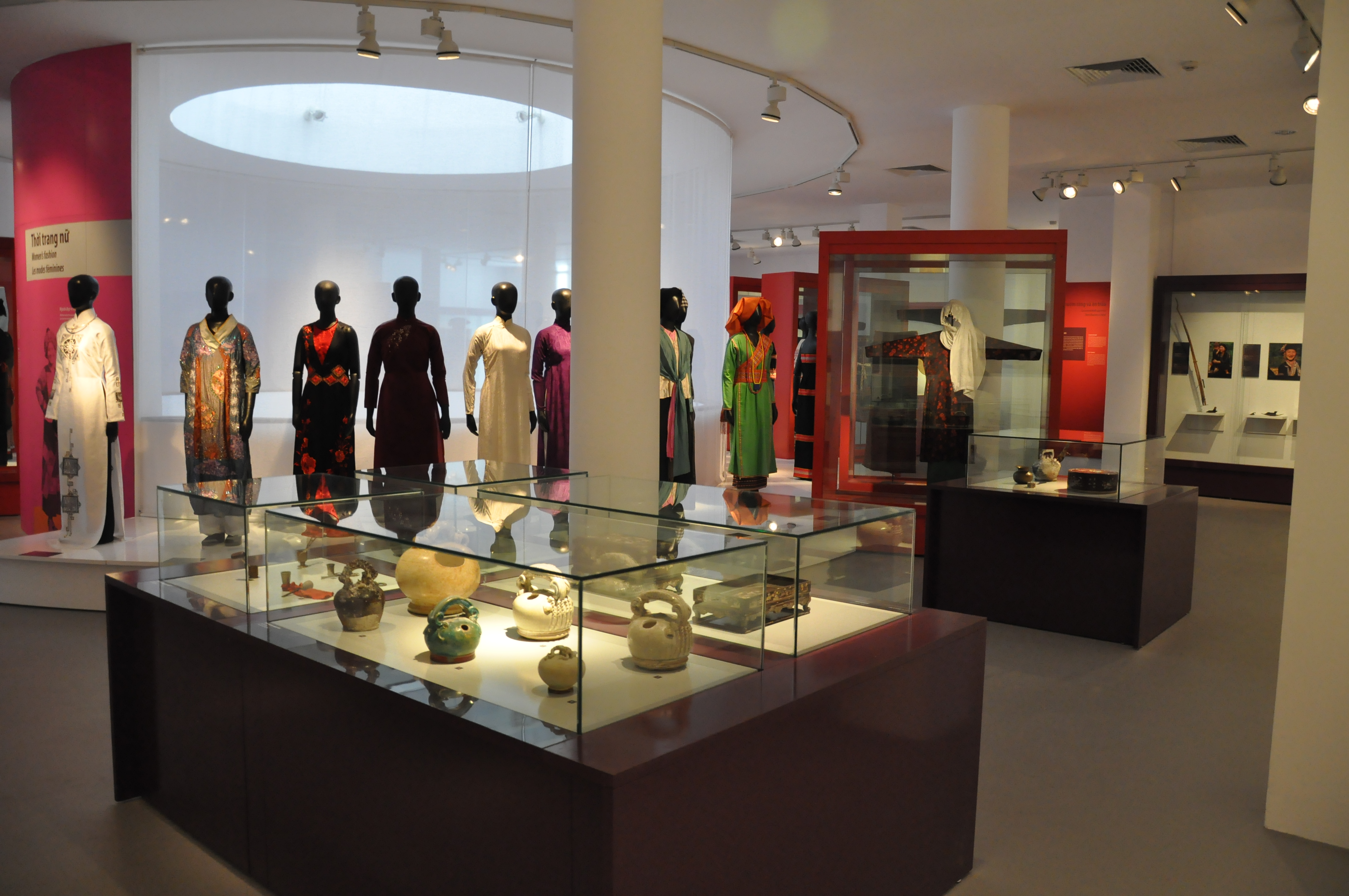
여성 패션

### 박물관소개
박물관에는 상설 전시, 특별 전시, 디스커버리 센터, 뮤지엄숍,  카페가 있다.

### 전시: 상설 전시
베트남 여성 박물관의 전시는 3 개의 테마로 되어 있다.
- 가정에서의 여성
- 역사 속의 여성
- 여성 패션

이 3 가지 테마는 베트남 여성에 대해 소개하고있다.

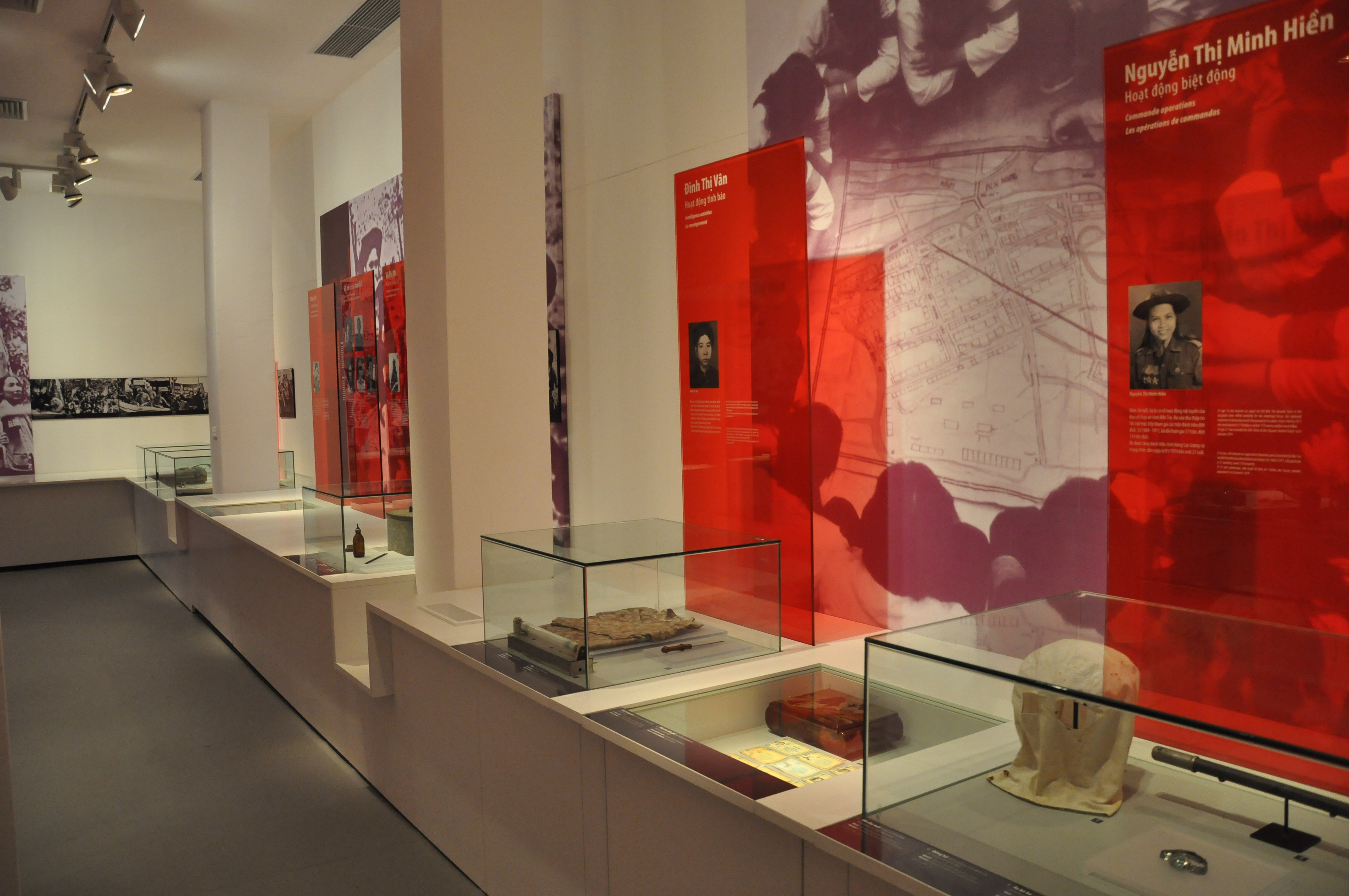
역사 속의 여성

#### 가정에서의 여성
2 층의 "가정에서의 여성"는 베트남 사회에서의 결혼, 출산, 육아, 생활 등을 소개하고있다.

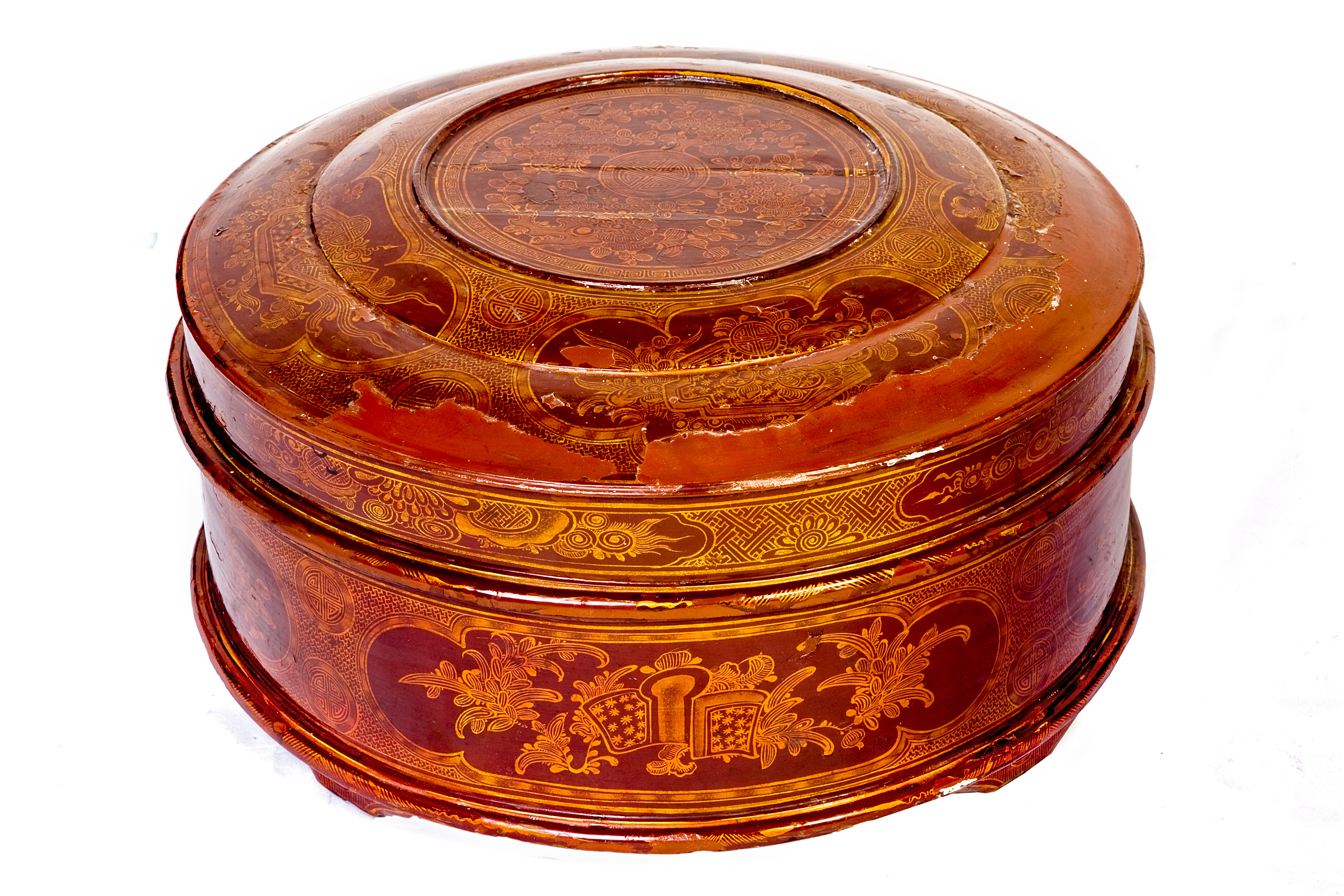
궤(결혼 할 때 사용)
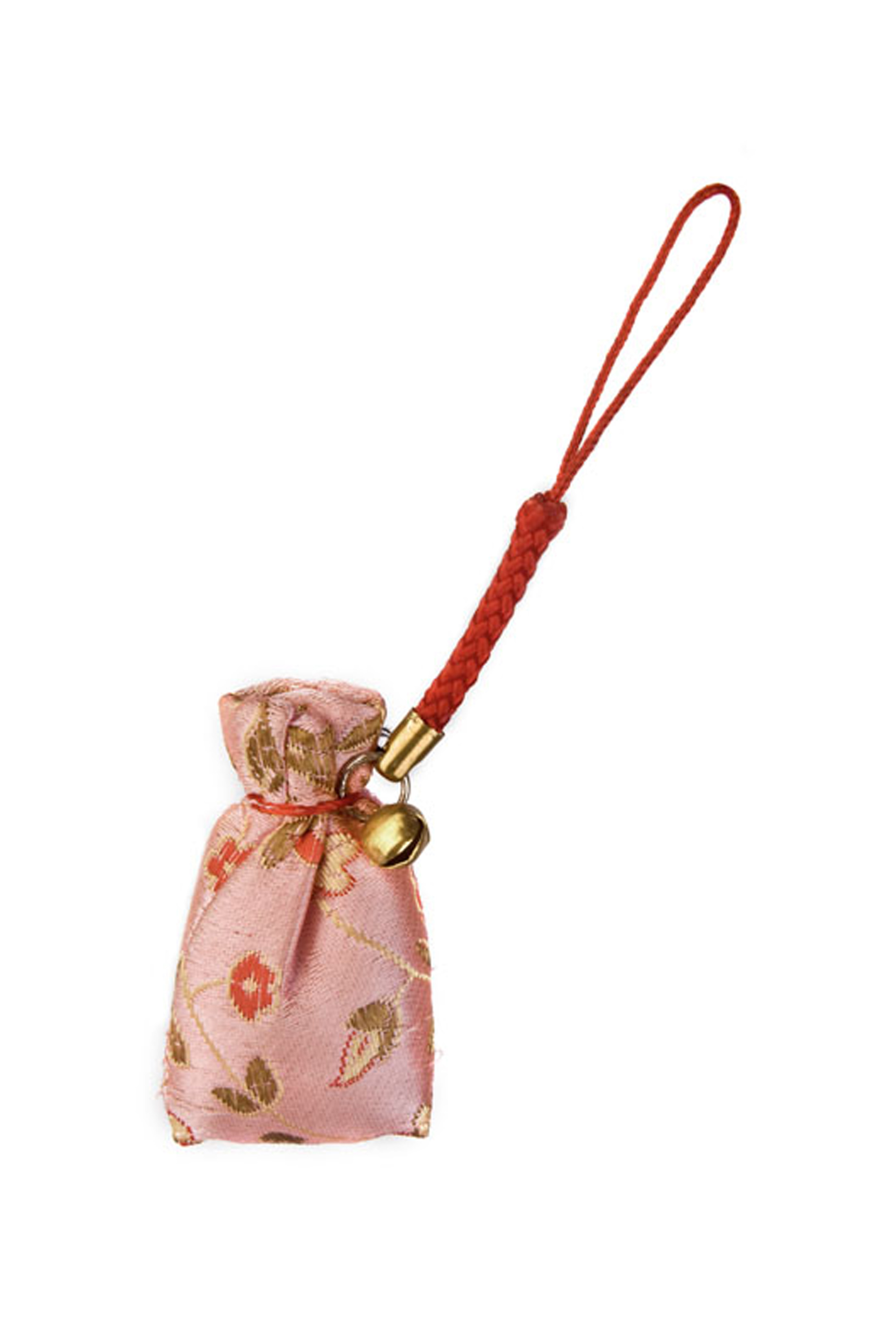
부적(킨족)
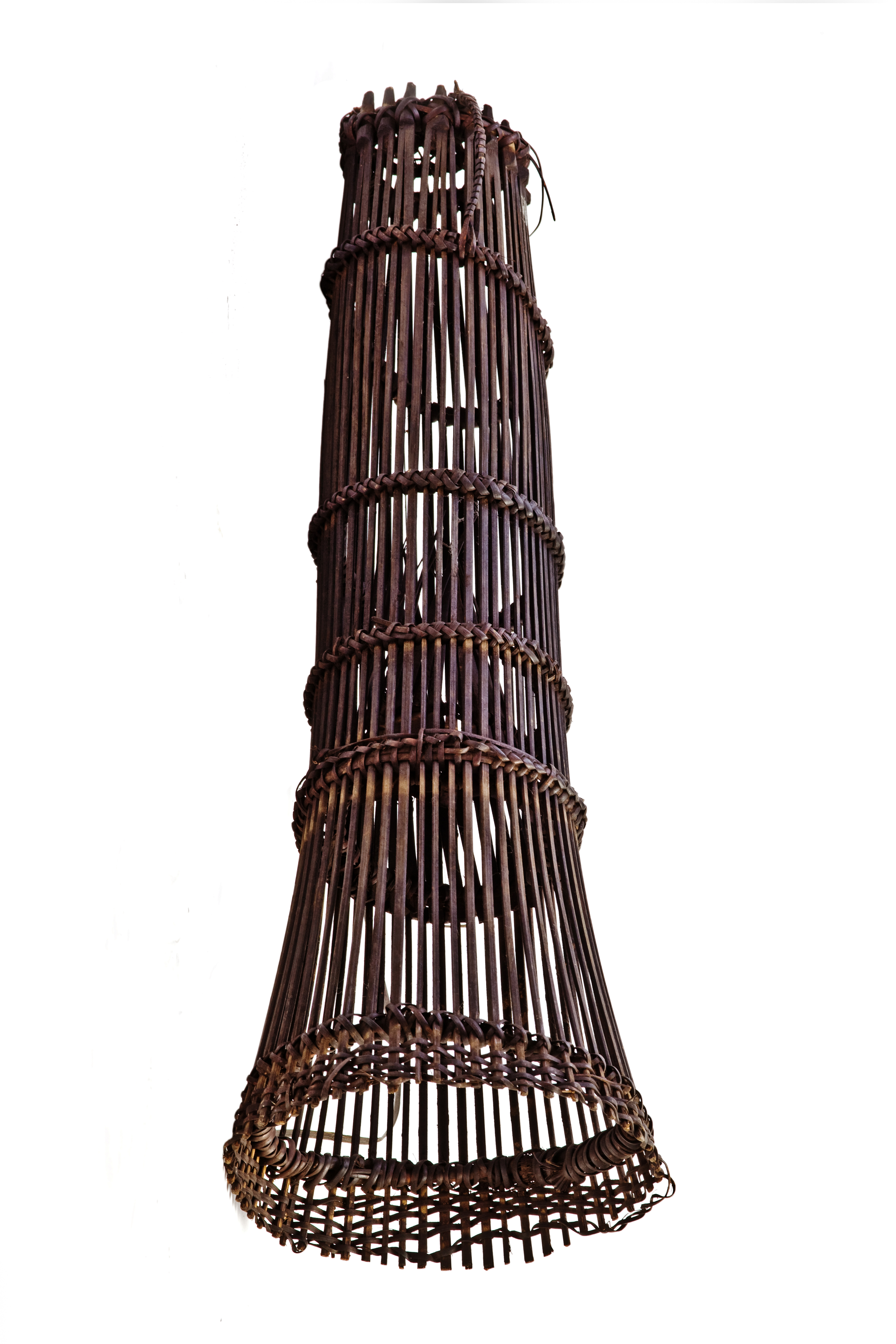
망(흐레족)

### 역사 속의 여성
3 층 "역사 속 여성"은 제1차 인도차이나 전쟁에서 미국 전쟁(베트남 전쟁) 시대의 여성의 역할, 일상 생활, 공헌에 대해 소개하고 있다.

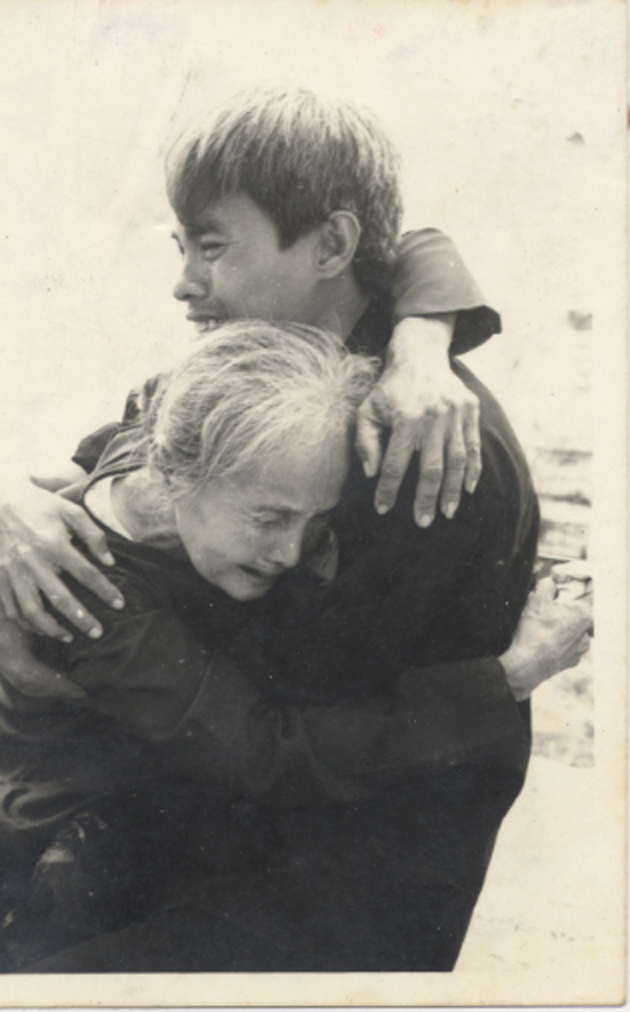
Le Van Thuc씨와 어머니
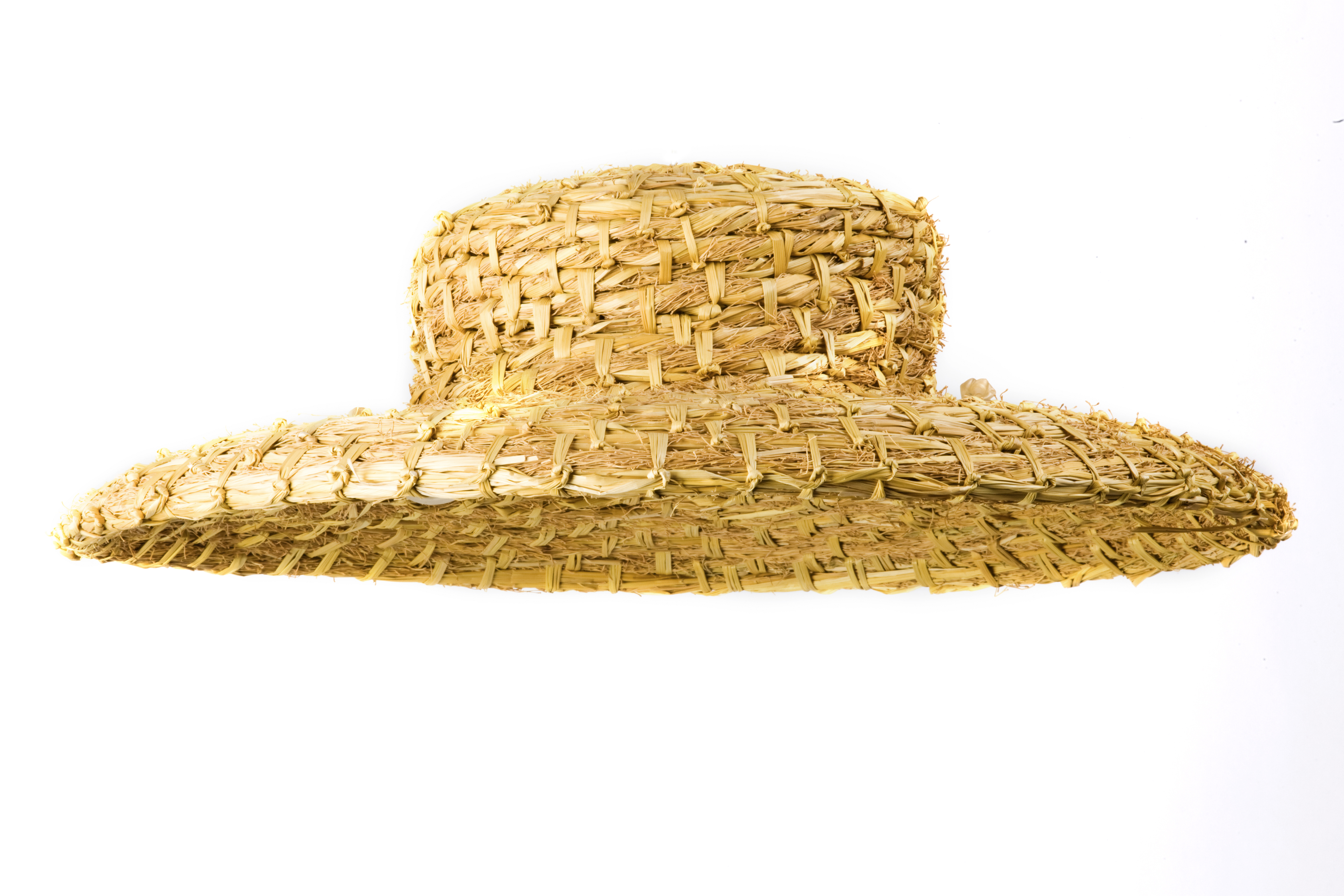
밀짚 모자
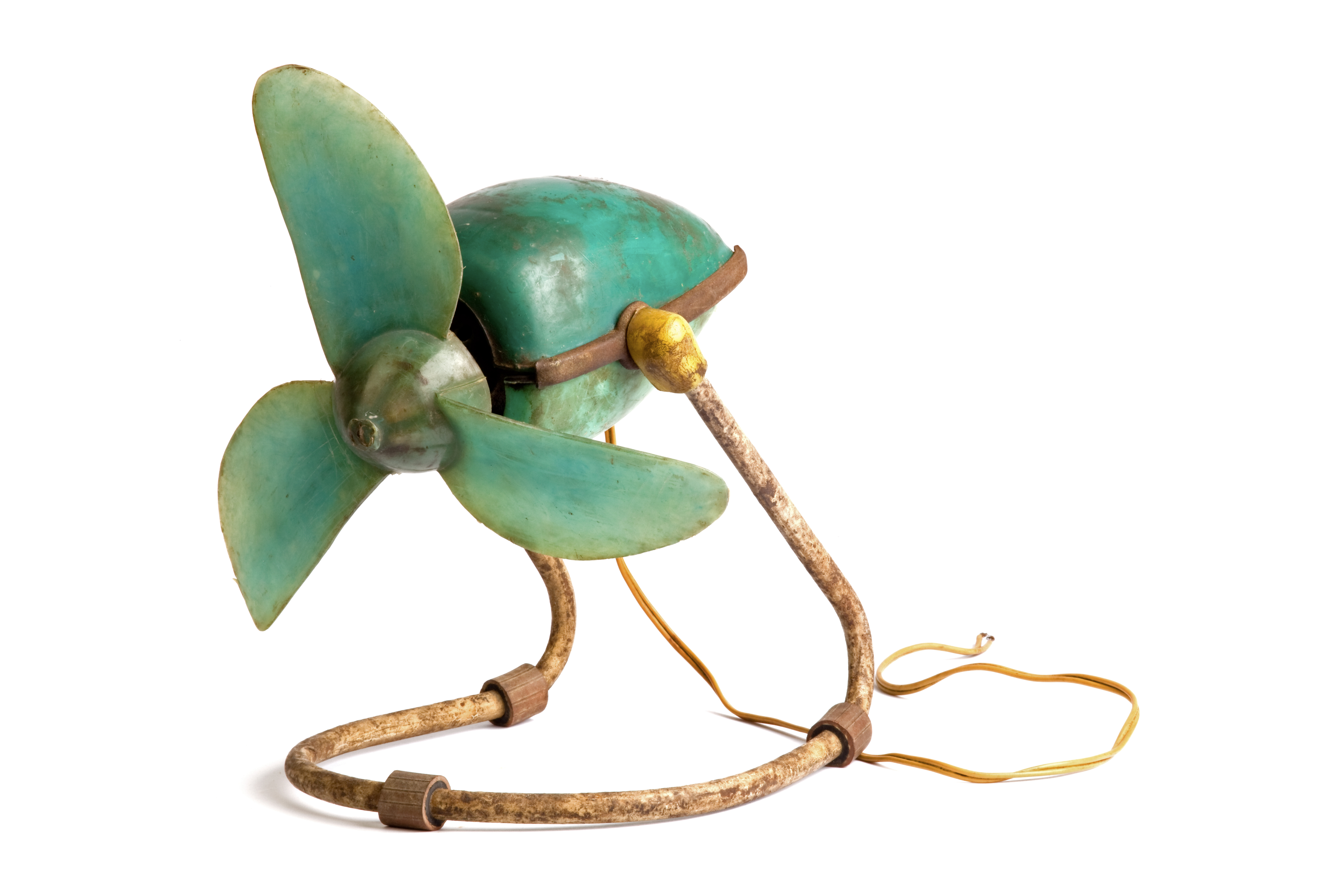
"개구리"선풍기(소유:Pham Thi Thai씨)

### 여성 패션
4 층 "여성 패션"은 베트남 민족의 전통 기법 (자수, 밀랍염색(바틱), 천조각을 덧대거나 꿰맨장식(이가트, 직물)을 이용한 전통 의상을 전시해 놓았으며, 또한 (영)鉄漿(치아를 검게 물들이는 습관)과 베틀후추의 문화를 함께 소개하고 있다.

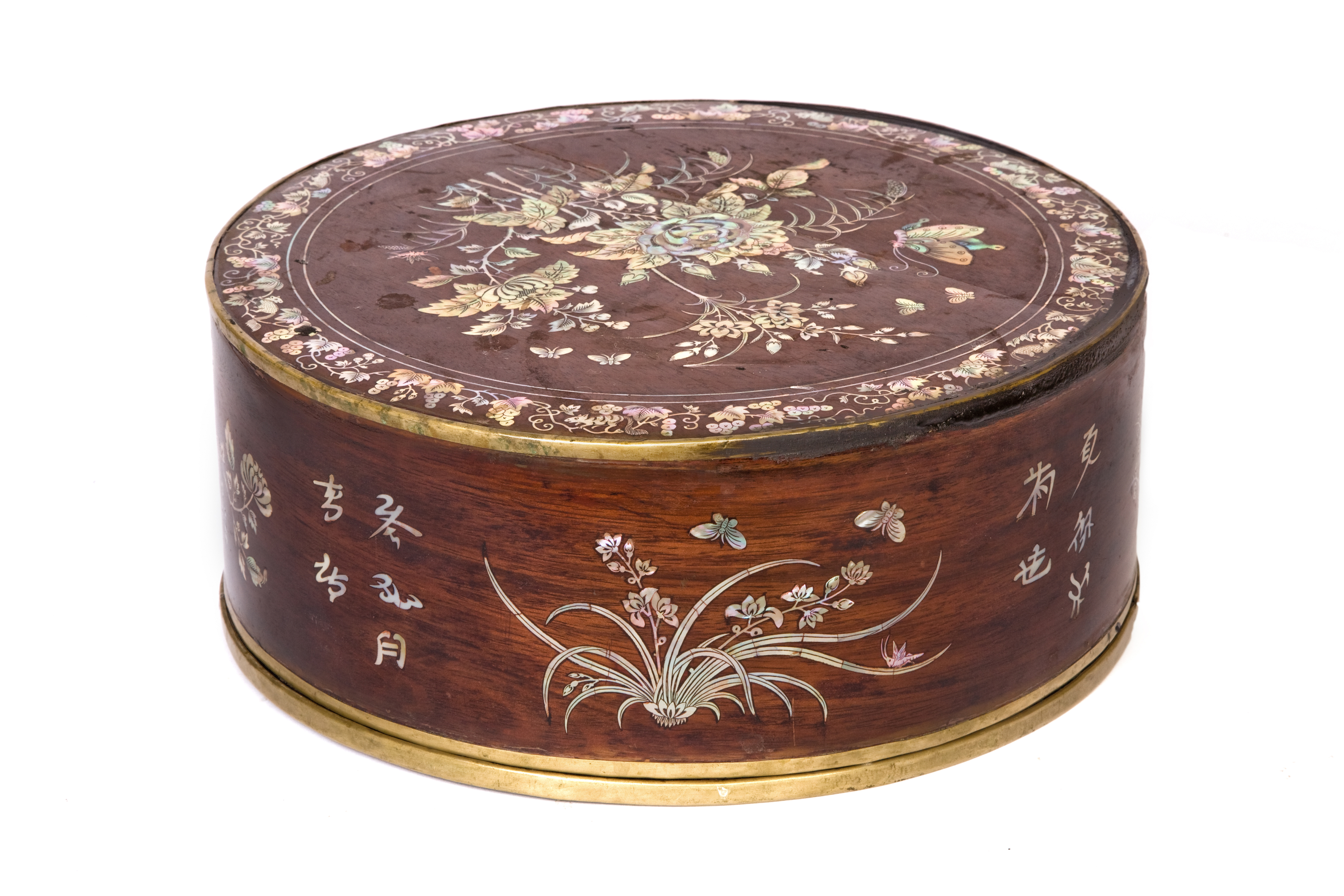
베틀후추궤
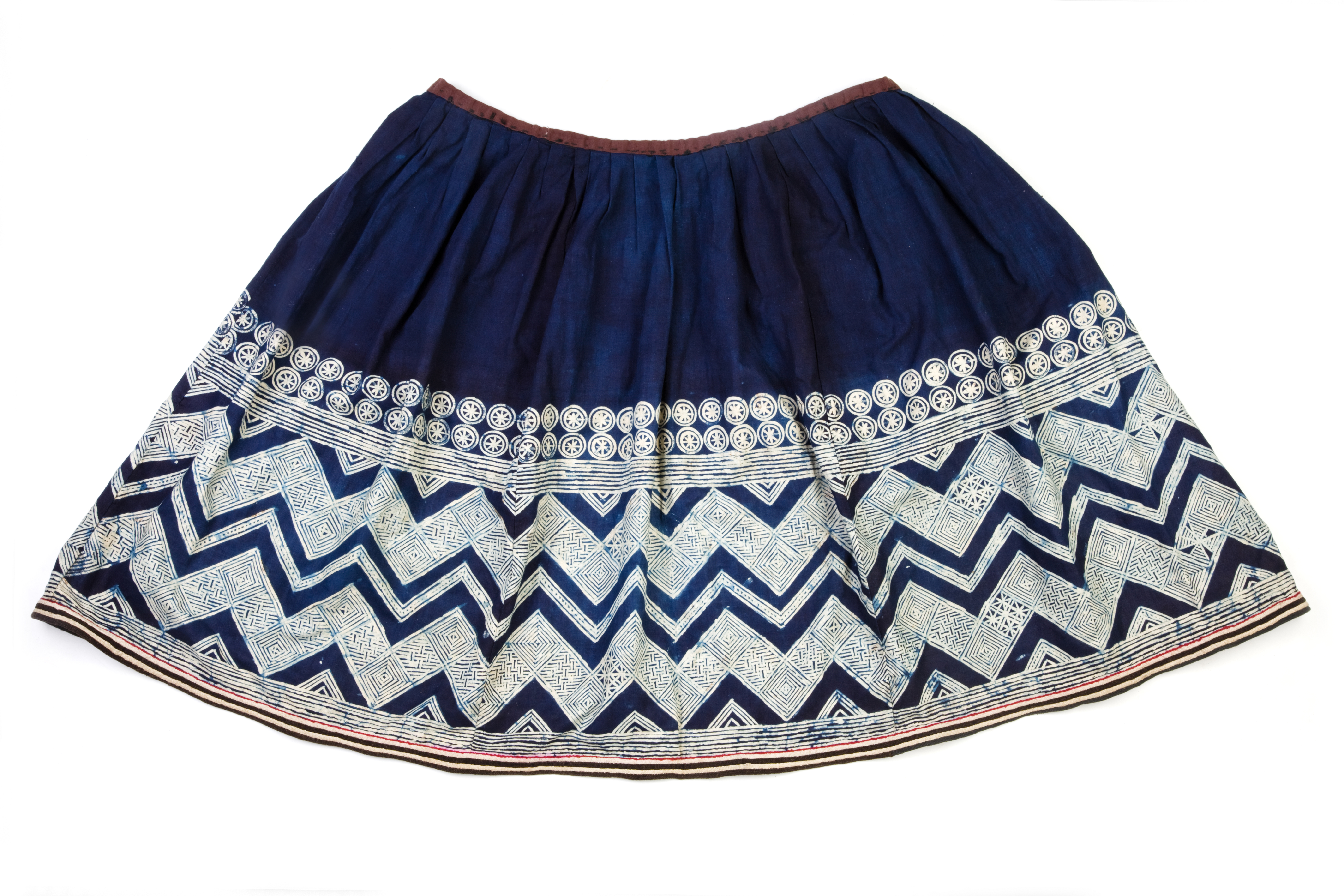
대마 스커트(야오 돈 족)
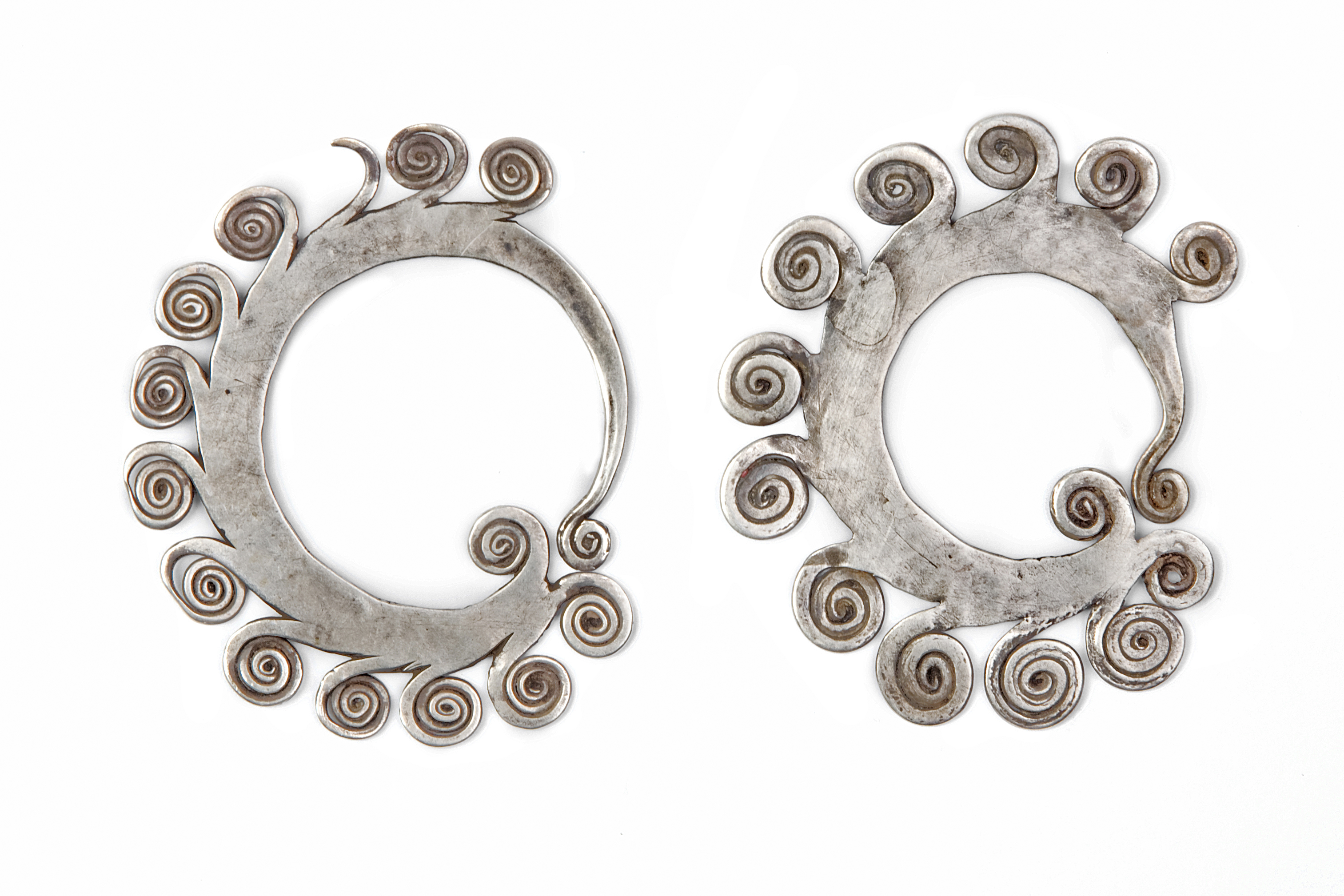
실버 귀걸이(몽족)

### 전시:특별 전시
베트남 여성 박물관은 많은프로젝트를 기획하고 행사 및 특별전을 개최하고 있다.  다음은2013~2014년에 열린 전시내용이다.
- Flower and Life (개최:2013년9월2일) 협력:Dalat Hasfarm Company
- Women and Innovation (개최 :2013년10월1일) 협력・지원: 베트남 여성 연합,세계은행,UN Women 배트남.
- Stories of Markets (개최: 2014년3월8일) 협력・지원: Health Bridge, Fresh Studio.

상세: http://www.baotangphunu.org.vn/Tin-tuc/157/exhibitions/ 보관됨 2016-06-11 - 웨이백 머신

### 온라인 전시
박물관 홈페이지에서는 과거의 특별전“Street Vendors"도 볼 수 있다.

## 교육 활동

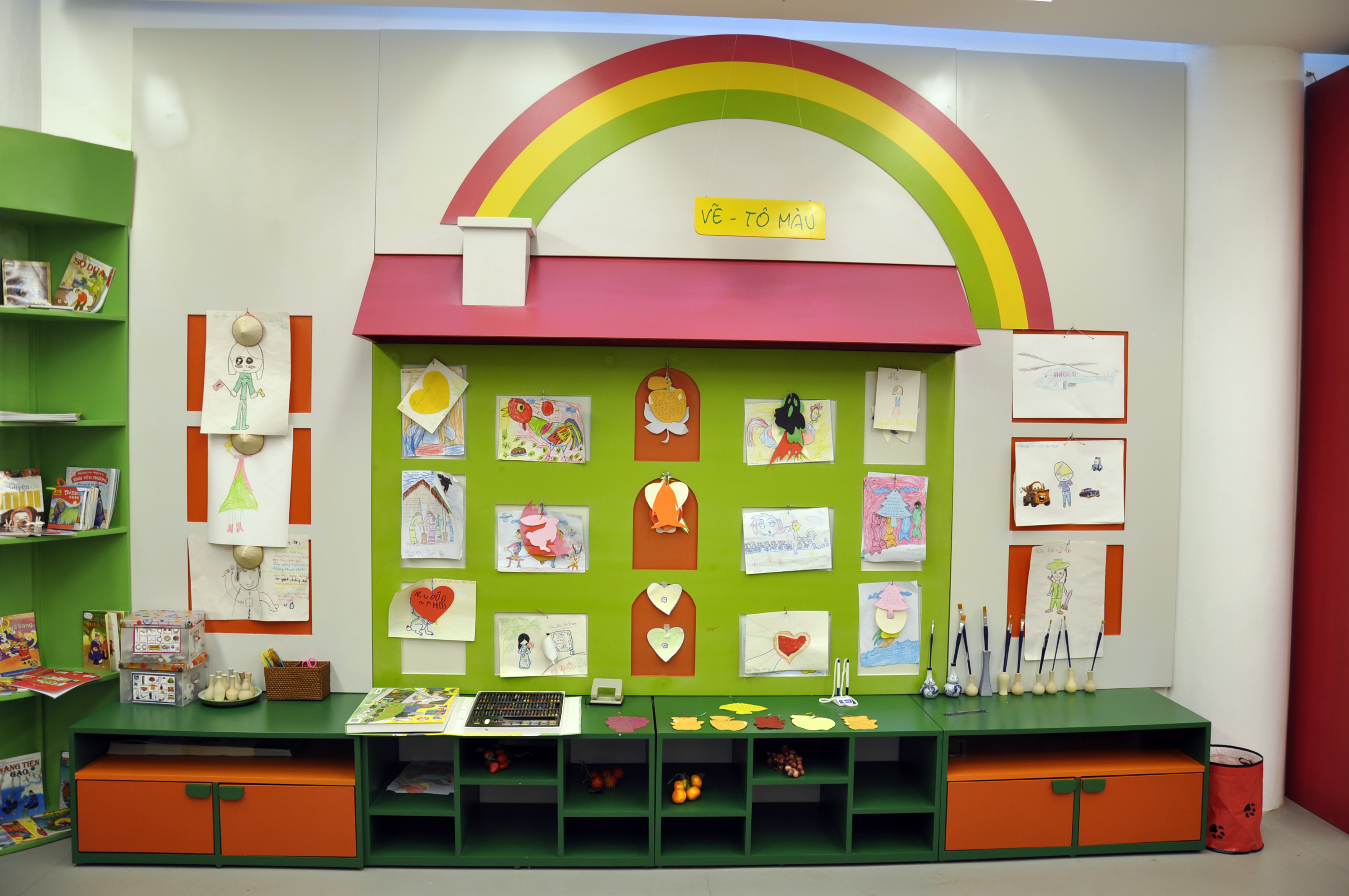
디스커버리 센터

2010년에 개설된 디스커버리 센터는 어린이(7세부터 15세까지)를 대상으로 만든 교육 시설로, 아이들에게 다양한 활동을 제공하고 있다.

## 협력 및 지원
- Center for Women and Development (여성 개발 센터)(http://www.cwd.vn)
- Ministry of Labour Invalids and Social Affairs (노동 보훈 사회부 )(http://www.molisa.gov.vn)
- Embassy of Finland, Hanoi(주 베트남 핀란드 )(https://web.archive.org/web/20080209224748/http://www.finland.org.vn/vi/)
- Ford Foundation (포드재단)(http://www.fordfoundation.org)
- Institute for Development and Community Health (Light) (http://www.light.org.vn)
- Hanoi International Women's Club(하노이 국제 여성 클럽)(http://www.hanoi-iwc.com 보관됨 2021-02-26 - 웨이백 머신)
- Singapore Philatelic Museum (싱가포르 우표 박물관)(http://www.yoursingapore.com)
- Korean Cultural Center in Vietnam(주 베트남 한국문화원)(http://vietnam.korean-culture.org/)
- Japan Foundation (국제교류기금) (https://web.archive.org/web/20190805200812/http://jpf.org.vn/)
- Fresh Studio (https://web.archive.org/web/20181227152906/http://freshstudio.vn/)
- Health bridge (http://www.healthbridge.ca)

## 수상내역
트립 어드바이저((영)TripAdvisor)선정
- 2012년 ”One of the best attractions in Hanoi in 2012”
- 2013년 ”The top 25 most interesting museums in Asia”
- 2014년 ”The Top 3 of the 94 best attractions in Hanoi in 2014”

## 같이 보기
- (영)베트남 여성
- 하노이의 박물관
- 하노이의 관광지